# Colonia San Luis
Colonia San Luis är en ort i Mexiko.   Den ligger i kommunen Santo Domingo Tehuantepec och delstaten Oaxaca, i den sydöstra delen av landet, 500 km sydost om huvudstaden Mexico City. Colonia San Luis ligger 50 meter över havet och antalet invånare är 1 027.
Terrängen runt Colonia San Luis är varierad. Runt Colonia San Luis är det ganska glesbefolkat, med 43 invånare per kvadratkilometer. Närmaste större samhälle är Santo Domingo Tehuantepec, 6,1 km söder om Colonia San Luis. Omgivningarna runt Colonia San Luis är en mosaik av jordbruksmark och naturlig växtlighet.